# Edouard Mirzoyan
Pour les articles homonymes, voir Mirzoyan.
Edouard Mikhaeli Mirzoyan (en arménien Էդվարդ Միրզոյան, en russe Э́двард Миха́йлович Мирзоя́н) est un compositeur arménien né le 12 mai 1921 dans la ville de Gori en Géorgie et mort le 5 octobre 2012.
En 1941, il est diplômé du Conservatoire Komitas d'Erevan et termine ses études à la fin de la guerre à Moscou.
Il présida l'Union des compositeurs de l'Arménie entre 1957 et 1963.

## Œuvres
- Introduction et Moto Perpetuo, pour violon et orchestre
- Sonate pour violoncelle et piano
- Poème, pièce pour piano
- Symphonie pour cordes et timbales
- Quatuor à cordes
- Shushanik (principal thème musical du film Chaos -en arménien Քաոս )